# Selvagem Grande
Selvagem Grande (Velký divoký ostrov) je největší ze skupiny Divokých ostrovů (Ilhas Selvagens). Tyto ostrovy sopečného původu, ležící západně od severoafrického atlantického pobřeží náleží geograficky k Africe, politicky jsou ale součástí portugalského souostroví Madeira.

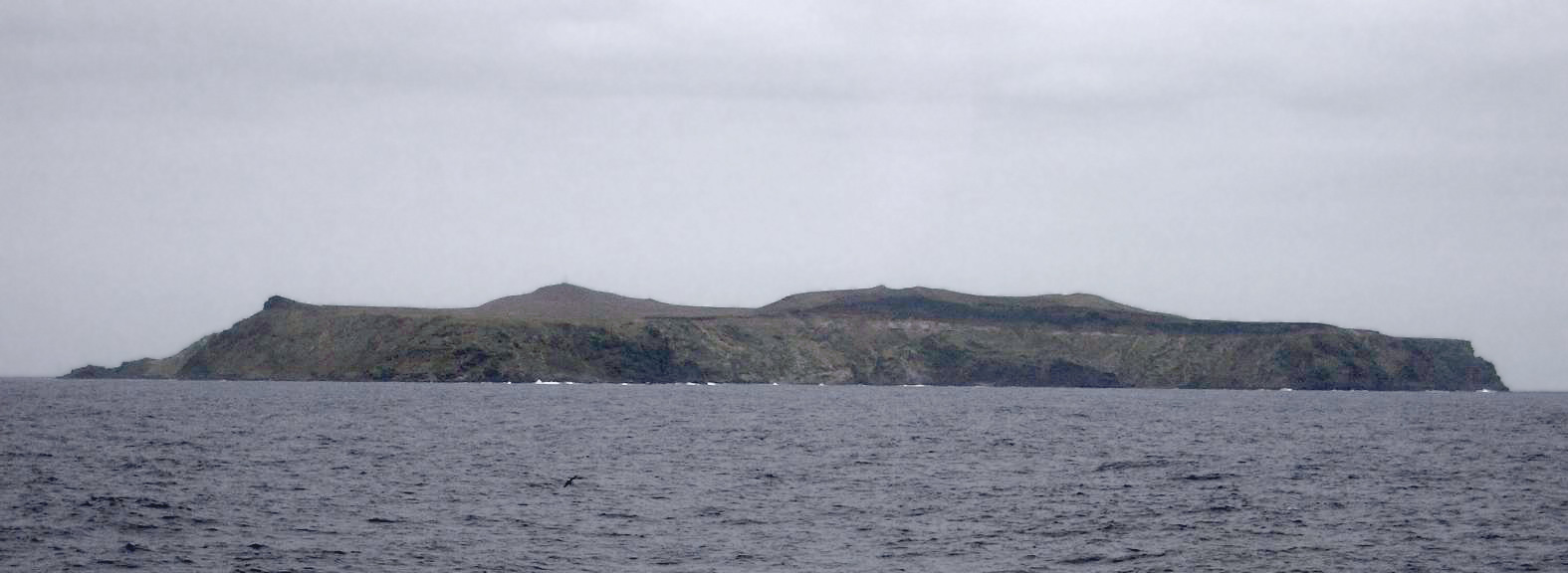
Pohled na Selvagem Grande z oceánu

Neobydlený ostrov má rozlohu 245 ha a je největším z celého souostroví. Spolu s ostrůvky Ilhéu Sinho, Ilhéu Preto, Palheiro do Mar a Palheiro de Terra tvoří severní skupinu Divokých ostrovů a je součástí přírodní rezervace Ilhas Selvagens.

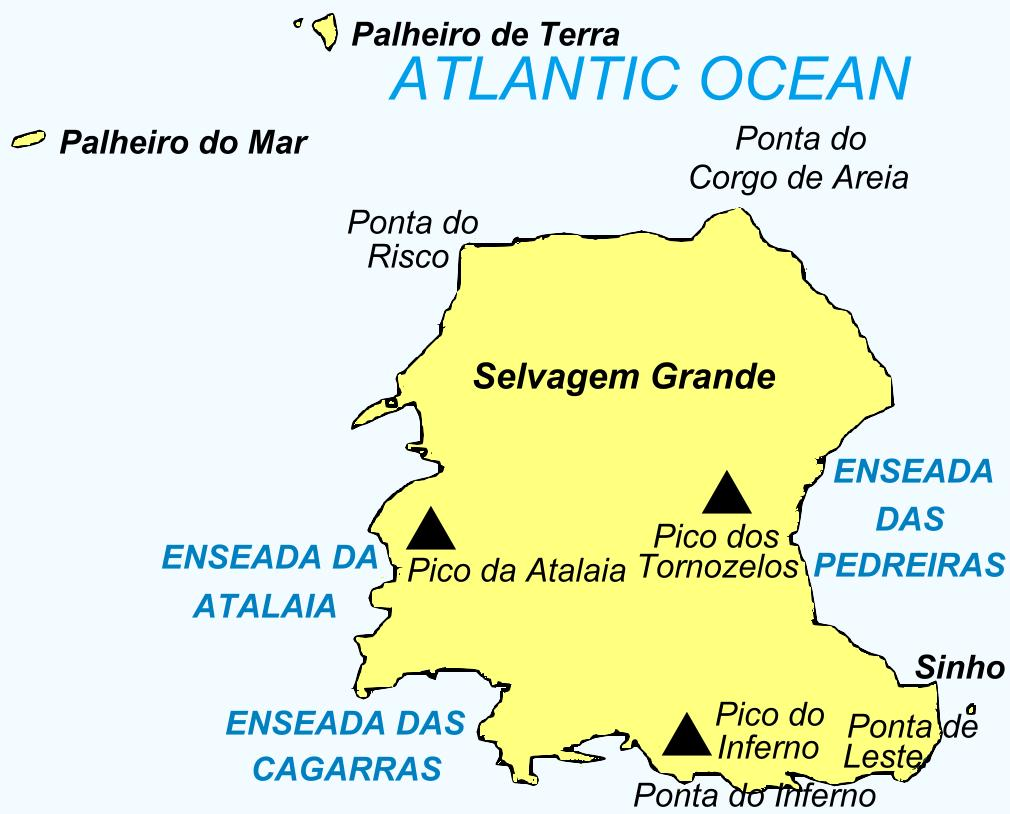
Mapa ostrova Selvagem Grande

Pobřežní útesy jsou poměrně strmé a vystupují 38 až 122 m nad hladinou moře. Nejvyšší bod ostrova se nazývá Pico de Atalaia (Vrch strážců) a dosahuje výšky 163 m nad mořem. Na jeho vrcholu stojí od 6. června 1977 maják. 10 m vysoký betonový sloup nese červené a bílé horizontální pruhy. Pod Pico do Veado se nachází stanice strážců přírodního parku, postavená v roce 1977. Potřebnou elektřinu získává z fotavoltických článků.
Druhý nejvyšší ostrova bod je Pico dos Tornozelos (Kotníkový vrch), dosahující výšky 135 m nad mořem. Pico do Inferno (Pekelný vrch) je vysoký 106 m.
Na Velkém ostrově jako na jediném z celého souostroví proběhly v minulosti snahy o osídlení, jak o tom svědčí některé pozůstatky staveb - zbytky kanalizace a polorozpadlé kamenné zdi. Dříve zde byla získávána škumpa koželužská (Rhus Coriaria), používaná k činění kůží. Také se tu sbíral lišejník skalačka barvířská (Roccella tinctoria) a boryt (Isatis praecox), používané k barvení tkanin.
Na rozdíl od menších ostrovů je proto ekosystém Velkého divokého ostrova narušen minulými zásahy člověka (včetně dovezení králíků, koz a krys). Protože dovezená zvířata zcela měnila vegetační kryt, byl zahájen rozsáhlý program pro jejich vyhubení a obnovení přirozené druhové skladby. Z původních druhů na ostrově dosud rostou například frankenie hladká (Frankenia laevis), solnička (Suaeda vera) a starček (Senecio incrassatus).